# Geißkopf (Mittlerer Schwarzwald)
Der Geißkopf ist ein 359,4 m ü. NHN hoher Bergausläufer bei Berghaupten (Baden-Württemberg). Während der Völkerwanderungszeit befand sich offenbar ein römisches oder germanisches Militärlager auf der strategisch günstigen Anhöhe.

## Lage und Umgebung
Der Geißkopf liegt am Ausgang des Kinzigtales Richtung Rheinebene und überragt diese Ebene um etwa 200 m. Er bildet den nordöstlichen Abschluss des Bellenwaldes. Nahe gelegene Orte sind Berghaupten im Südosten, Ohlsbach im Nordosten und Zunsweier im Nordwesten. Der Berg ist von Mischwald bewachsen und bis knapp unterhalb des Gipfels durch eine Straße und Forstwege erschlossen.

## Geschichte
Eine zum Teil ebene Fläche von etwa 100 bis 150 m bot in früherer Zeit gute Siedlungsbedingungen, die aufgrund der strategisch vorteilhaften Lage genutzt wurden. Nach Osten, Norden und Süden fallen die Hänge relativ steil ab, während nach Westen ein etwa 25 m tiefer liegender Sattel die Verbindung zum Schwarzwaldrand darstellt. Oberflächlich sind keine Wall- oder Grabenreste zu erkennen, einige Lesefunde von spätantiken Militärgürteln, die seit dem Jahre 1989 gemacht wurden, belegen allerdings, dass der Geißkopf im 4. und 5. Jahrhundert n. Chr. besiedelt war. Ein kleiner Teil der Bergkuppe wurde daraufhin archäologisch untersucht, wobei allerdings keine eindeutigen Baubefunde erbracht werden konnten. Eine Phosphatanalyse des Bodens ergab jedoch, dass der Berg entweder längere Zeit intensiv genutzt wurde oder zumindest zeitweise sehr viele Menschen mit ihren Tieren beherbergte. Über 1300 Eisen- oder Bronzeobjekte, die gleichmäßig über die gesamte Fläche verteilt waren, belegen eine intensive Nutzung der Fläche. Zahlreiche Waffen, wie Lanzenspitzen, Äxte, Pfeil- und Bolzenspitzen sowie spätrömische Militärgürtelteile und verschiedene germanische und römische Fibeln wurden gefunden. Einige der Lanzenspitzen sind verbogen, was auf Kampfhandlungen hinweist. Auch verschiedene Werkzeuge, etwa zur Holzbearbeitung oder zum Schmieden waren in großer Zahl im Fundmaterial vorhanden. Auffällig ist, dass im Gegensatz dazu kaum Keramik im Fundmaterial vorhanden war und Frauenschmuck fast völlig fehlt. Demnach scheint es sich im Gegensatz zum gegenüber liegenden Kügeleskopf (nördlich der Kinzig) um ein reines Militärlager gehandelt zu haben.